# یاری پویکونن
یاری پویکونن (انگلیسی: Jari Puikkonen؛ زادهٔ ۲۵ ژوئن ۱۹۵۹) اسکی‌باز پرش اهل فنلاند بود.